# Строительство в Екатеринбурге
Екатеринбург является местом активного строительства, наряду с Москвой, Санкт-Петербургом, Новосибирском и Краснодаром. Крупные строительные компании активно инвестируют в городе, реализуются и планируются крупные строительные объекты. По состоянию на 2020 год главные стройки города — это жилой район Академический, жилой район Солнечный, первая междугородняя трамвайная линия Екатеринбург - Верхняя Пышма, строительство замыкающего участка ЕКАД на юге города. В нескольких районах города возводятся жилые комплексы, содержащие корпуса в 30 и более этажей.

## Советский период
| Объёмы строительства жилья в Свердловске | Объёмы строительства жилья в Свердловске        | Объёмы строительства жилья в Свердловске | Объёмы строительства жилья в Свердловске |
| Год                                      | Объём введённого в эксплуатацию жилья, тысяч м² | Сноски                                   |                                          |
| ---------------------------------------- | ----------------------------------------------- | ---------------------------------------- | ---------------------------------------- |
| 1987                                     | 725                                             | [ 1 ]                                    |                                          |
| 1966-1970                                | 2700                                            |                                          |                                          |
| 1962                                     | 409                                             | [ 2 ]                                    |                                          |
| 1958                                     | 460                                             | [ 1 ]                                    |                                          |
| 1957                                     | 220                                             |                                          |                                          |
| 1956                                     | 156                                             |                                          |                                          |
| 1951-1955                                | 562 (за пятилетку)                              |                                          |                                          |
| 1946-1950                                | 333 (за пятилетку)                              |                                          |                                          |
| 1941-1945                                | 284 (за пятилетку)                              |                                          |                                          |

## Современный этап (после 1991 года)
В связи с крахом социалистической экономики и распадом СССР объёмы ввода жилья в Екатеринбурге сократились к середине 1990-х годов до 200—250 тыс. м² общей площади в год. За 10 лет после распада СССР в Екатеринбурге было построено в три раза меньше жилья, чем в предыдущее десятилетие, или около 2 млн м² против 6 млн м².
В начале 2000-х годов вновь наметился рост темпов строительства. В 2010 году объёмы жилищного строительства впервые за историю города превысили 1 млн м² годового ввода и сохраняются в течение нескольких лет на достигнутом уровне. Хотя номинально в 2013 году годовой ввод жилья оказался ниже этого уровня, это объясняется не сокращением объёмов строительства, который наоборот вырос, а тем, что организации, находящиеся в подчинении муниципального образования, вовремя не обеспечили уже готовые дома подключением к коммунальным сетям (плановый ввод составлял 1 млн 66 тыс. м²).
В 2008 году начато комплексное освоение крупнейшего в Европе жилого района «Академический» (13 млн м²). Осенью 2013 года началось строительство крупного жилого массива «Солнечный» (3 млн м² недвижимости), разворачиваются и другие комплексные стройки в разных районах города. Идёт также процесс активизации высотного строительства.
| Объёмы строительства жилья в Екатеринбурге | Объёмы строительства жилья в Екатеринбурге      | Объёмы строительства жилья в Екатеринбурге | Объёмы строительства жилья в Екатеринбурге |
| Год                                        | Объём введённого в эксплуатацию жилья, тысяч м² | Число введённых многоквартирных домов      | Сноски                                     |
| ------------------------------------------ | ----------------------------------------------- | ------------------------------------------ | ------------------------------------------ |
| 2013                                       | 879                                             |                                            | [ 4 ]                                      |
| 2012                                       | 1058,9                                          | 128                                        | [ 5 ]                                      |
| 2011                                       | 1050)                                           | 124                                        |                                            |
| 2010                                       | 1026)                                           | 138                                        |                                            |
| 2009                                       | 792,6 (817,3)                                   |                                            |                                            |
| 2008                                       | 955,5                                           |                                            | [ 6 ]                                      |
| 2007                                       | 899,5                                           |                                            | [ 6 ]                                      |
| 2006                                       | 735                                             |                                            | [ 9 ]                                      |
| 2005                                       | 643,7                                           |                                            | [ 10 ]                                     |
| 2004                                       | 497                                             |                                            | [ 11 ]                                     |
| 2003                                       | 415                                             |                                            | [ 12 ]                                     |
| 2002                                       | 361,6                                           |                                            | [ 13 ]                                     |
| 2001                                       | 310                                             |                                            | [ 14 ]                                     |
| 2000                                       | 294                                             |                                            |                                            |
| 1994                                       | 485                                             |                                            | [ 15 ]                                     |

Развитие жилого фонда Екатеринбурга характеризуется следующими данными:
| 0,55 | 1,782 | 3,7 | 14,4 | 32,6 |

### Завершенные стройки
Значимые объекты, построенные после 2000 года:
- Дворец игровых видов спорта (2003)

#### Квартальная застройка (с площадью жилья более 125 000 м²)
- Жилой комплекс «Правобережный» (более 200 000 м² жилой недвижимости, около 15 Га), 1996—2007.
- Жилой комплекс «Бажовский» (170 000 м² жилой недвижимости), 2006—2012.

#### Станции метро
- Геологическая (2002)
- Ботаническая (2011)
- Чкаловская (2012)

### Строящиеся объекты
- Комплекс апартаментов Opera
- Екатеринбургская кольцевая автомобильная дорога

#### Комплексное развитие территорий
Примерно со второй половины 2000-х годов город стал отходить от уплотнительной застройки. Стали развиваться проекты комплексного развития территорий («КОТ»). Крупнейшим на сегодня КОТом является район «Академический» (до 9 млн м² жилой недвижимости), основной застройщик — «Ренова-СтройГруп-Академическое» (В. Ф. Вексельберг).
| Название      | Площадь жилья    | Площадь застройки                         | Количество жителей | Строительная компания                                | Местоположение                   | Годы              |
| ------------- | ---------------- | ----------------------------------------- | ------------------ | ---------------------------------------------------- | -------------------------------- | ----------------- |
| Академический | 9 млн м²         | 2500 га (1200 из них — лесопарковые зоны) | 325 000            | «Ренова-СтройГруп-Академическое»                     | Ленинский и Верх-Исетский районы | 2006—2026         |
| «Солнечный»   | 2,5 млн м²       | 362 га                                    | 85 000             | Форум-групп                                          | Ленинский район                  | 2013—2025         |
| Юг Центра     | более 1,0 млн м² |                                           | н/д                | «УКСстрой», «Атомстройкомплекс», «Комстрин» и другие | Ленинский и Чкаловский районы    | 2009 — после 2016 |

#### Крупные жилые кварталы (с жилой площадью более 125 000 м²)
| Название                                      | Площадь жилья                                  | Площадь застройки                    | Количество жителей | Строительная компания                       | Местоположение          | Годы             |
| --------------------------------------------- | ---------------------------------------------- | ------------------------------------ | ------------------ | ------------------------------------------- | ----------------------- | ---------------- |
| ЖК «Новый Уктус»                              | 300 000 м²                                     | около 30 Га (данные приблизительные) |                    | «Уралэнергостройкомплекс»                   | Чкаловский район        | 2007 — ?         |
| Квартал «На Луганской»                        | 290 000 м²                                     | 24,5 Га                              | н/д                | «Высотка»                                   | Октябрьский район       | 2014—?           |
| «Университетский»                             | 270 000 м²                                     | 13,7 Га                              | н/д                | ТПК «Уралобувь»                             | Кировский район         | 2008—2014        |
| «Балтийский квартал» (бывш. «Лесной Городок») | не менее 242 000 м²                            | 17,1 Га                              |                    | «Атомстройкомплекс», «Кронверк», «Стройтек» | Ленинский район         | 2012—2016        |
| Квартал «Рассветный»                          | 251 608 м²                                     | 22,37 Га                             | 8936               | «ЛСР. Недвижимость-Урал»                    | Кировский район         | ?                |
| Квартал «Мичуринский»                         | 232 000 м²                                     | 52 Га                                | до 20 000          | «ЛСР. Недвижимость-Урал»                    | Верх-Исетский район     | 2013—2017        |
| Квартал «Хрустальные Ключи»                   | 175 000 м²                                     | 11,6 Га                              |                    | «ЛСР. Недвижимость-Урал»                    | Октябрьский район       | 4 кв. 2013 — н/д |
| ЖК «Калиновский»                              | 155 800 м²                                     | н/д                                  |                    | «ЛСР. Недвижимость-Урал»                    | Орджоникидзевский район | 2005—2015        |
| Жилой комплекс «Первый Николаевский»          | 150 000 м²                                     | 3,6 Га                               | 4000               | «Уралэнергостройкомплекс»                   | Железнодорожный район   | 2013—2017        |
| Жилой комплекс «Светлый»                      | 130 082 м²                                     | 6,7 Га                               | 7000               | «ТЭН»                                       | Чкаловский район        | 2014—2016        |
| ЖК «Миллениум»                                | более 200 000 м² (общая площадь, по жилой н/д) | 6,12 Га                              | н/д                | «Ваш Дом»                                   | Ленинский район         | 2007—после 2016  |

#### Строительство нежилой недвижимости
- Торгово-деловой центр «Призма»
- Бизнес-центр с конгресс-холлом «Демидов-Плаза»

## Проектируемые объекты
- Срединное транспортное кольцо

### Проектируемые КОТы и жилые кварталы
| Название                                                                     | Площадь жилья                                                     | Площадь застройки | Количество жителей | Строительная компания        | Местоположение          | Сроки строительства |
| ---------------------------------------------------------------------------- | ----------------------------------------------------------------- | ----------------- | ------------------ | ---------------------------- | ----------------------- | ------------------- |
| «Северный Шарташ»                                                            | 6,5 млн м²                                                        | 947 Га            |                    | «УГМК»                       | Кировский район         | 2013                |
| «ВИЗ-Правобережный»                                                          | от 820 000 до 2 млн м²                                            | 267 Га            | 70 000 — 80 000    | «ИТЕРА-Инвест-Строй» или др. | Верх-Исетский район     | ?                   |
| Новокольцовский                                                              | до 3,2 млн м² жилой и нежилой недвижимости                        | 622 Га            |                    | «Синара-Девелопмент»         | Октябрьский район       | 2014 — 2025         |
| «Медный»                                                                     | 1 462 600 м²                                                      | 318 Га            | 47 000             |                              | Верх-Исетский район     |                     |
| «Северный Эльмаш» («Северная Корона»)                                        | 712 000 м²                                                        | 50,5 Га           | 24 000             | «УГМК»                       | Орджоникидзевский район | 2015 — н/д          |
| «Северный Химмаш»                                                            | 710 200 м²                                                        | 261 Га            | 25 100             | «Атомстройкомплекс»          | Чкаловский район        | ?                   |
| «Патрушихинские Пруды»                                                       | 690 000 м² (с учётом возможности редевелопмента части территории) | 63,4 Га           | 22 976             | ТПК «Уралобувь»              | Чкаловский район        | 2015-2022           |
| Квартал в границах улиц Блюхера — Сахалинской — Камчатской — Владивостокской | 224 800 м²                                                        | 12,8 Га           | 8000               | «Эфес»                       | Кировский район         | ?                   |
| Квартал в границах улиц Блюхера - Раевского - Студенческая                   |                                                                   |                   |                    | "Стройтэк"                   | Пионерский район        | 2016-н/д            |

### Реконструкция и редевелопмент
- Жилой комплекс «Мулен Руж» («Симановские кварталы») — редевелопмент территории бывшего Екатеринбургского мукомольного завода[37].
- Реконструкция «Центрального Стадиона».